# De gevaarlijke jacht
Gevaarlijke jacht is een  stripverhaal uit de reeks van Jerom.

## Locaties
- eilanden, kasteel

## Personages
- Jerom, tante Sidonia, professor Barabas, Nananas[1], Sylvia, graaf Kardoes, bedienden

## Het verhaal
Professor Barabas nodigt zijn vrienden uit voor een boottocht op De Albatros. Bij een tropisch eiland gaan ze aan wal. Sylvia gaat foto's schieten van de dieren en de natuur. Daar zien ze een rood jacht, waarna Nananas verdwijnt. Ze blijkt ontvoerd te zijn en de vrienden zetten de achtervolging in. Ze leiden schipbreuk en op een volgend eiland worden Sylvia en tante Sidonia ook ontvoerd. Als de mannen het eiland verkennen, zien ze een kasteel. Dan wordt professor Barabas ook ontvoerd en Jerom wordt in slaap gebracht. Als hij ontwaakt, is hij in het kasteel. Daar hoort hij dat graaf Kardoes graag jaagt, maar dieren hebben geen verstand. Daarom wil hij op mensen jagen. Hij biedt aan de vrienden van Jerom niet als prooi te nemen, als Jerom in vier vormen als prooi wil dienen. 
Als eerste vermomt de graaf zich als holbewoner met een knots en Jerom wordt uitgedost als een konijn. Jerom wint en moet dan deelnemen aan een middeleeuwse jacht met kruisboog en valk. Jerom wordt uitgedost als watersnip en het lukt hem opnieuw te winnen van de graaf. Dan wordt Jerom uitgedost als hert en de graaf wordt als jager verkleed. Er volgt een drijfjacht en de jachthonden volgen Jerom. Weer lukt het Jerom om te winnen en de graaf vertelt dat de volgende dag een moderne jacht zal volgen. Jerom wil dan samen met zijn vrienden ontsnappen, en ook dit lukt. De vrienden krijgen de boot van de graaf om naar huis te gaan en Sylvia geeft haar camera aan de graaf. Hij kan nu op dieren jagen zonder ze te doden.